# Neo-Incastaat

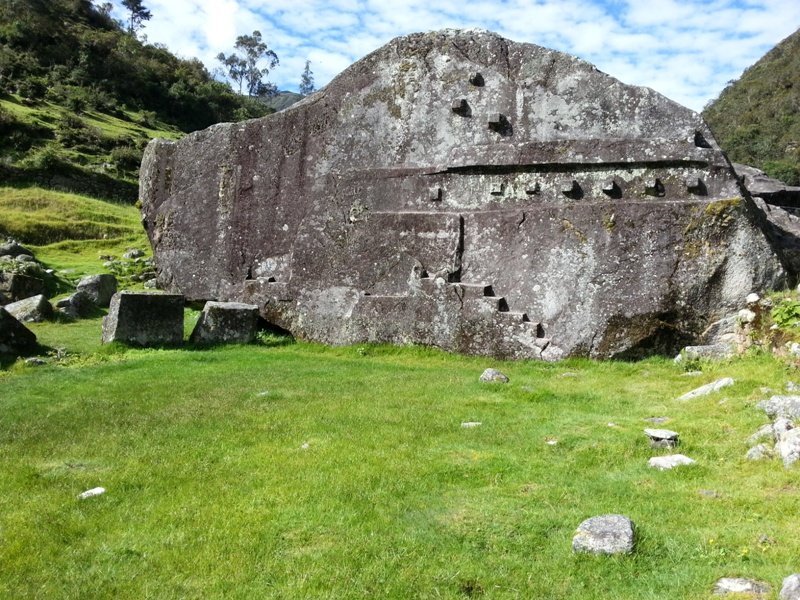
het Yuraq Rumi-heiligdom, dat in 1570 door Spaanse priesters werd verbrand

De Neo-Incastaat van Vilcabamba was een staat van de Inca's die in 1537 in Vilcabamba werd opgericht door Manco Inca Yupanqui, een zoon van Inca-keizer Huayna Capac. Ze wordt beschouwd als een reststaat van het Incarijk (1438-1533), dat na de Spaanse verovering halverwege de jaren dertig van de 16e eeuw instortte. De Neo-Incastaat duurde tot 1572, toen hun laatste bolwerk werd veroverd en de laatste heerser, Túpac Amaru, een zoon van Manco, werd gevangengenomen en geëxecuteerd.

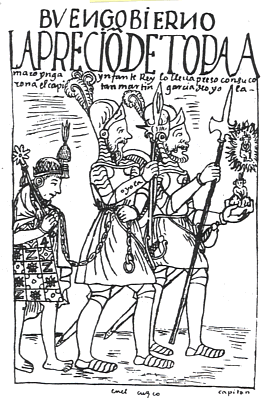
Túpac Amaru na zijn gevangenname door de Spanjaarden

## Geschiedenis

### Inca-terugtocht in Vilcabamba
De regio Vilcabamba maakte sinds de regering van Pachacuti (1438–1471) deel uit van het Incarijk. Tijdens de Spaanse verovering van Peru was Túpac Huallpa een marionettenheerser die werd gekroond door de conquistador Francisco Pizarro. Na zijn dood ging Manco naar Francisco Pizarro en Diego de Almagro in Cajamarca. Toen Pizarro's troepenmacht in Cuzco arriveerde, liet hij de caciques Manco erkennen als hun Sapa Inca. Manco Inca voegde zich vervolgens bij Almagro en Hernando de Soto in de achtervolging van Quizquiz. 
Toen Pizarro in de achtervolging van Quizquiz met Almagro en Manco Inca Cuzco verliet voor Jauja, liet Francisco zijn jongere broers Gonzalo Pizarro en Juan Pizarro als regidores met een garnizoen van 90 man in de stad achter. De gebroeders Pizarro behandelden Manco Inca dusdanig slecht, dat hij uiteindelijk in 1535 probeerde te ontsnappen. Hij faalde en werd gevangengezet. Hernando Pizarro liet hem vrij om een gouden beeld van zijn vader Huayna Capac terug te krijgen. Alleen vergezeld door twee Spanjaarden, ontsnapte hij gemakkelijk voor de tweede keer. Manco verzamelde vervolgens een leger van 100.000 Inca-krijgers en belegerde Cuzco begin 1536, waarbij hij profiteerde van de afwezigheid van Diego de Almagro. Na tien maanden trok Manco zich in 1537 terug in het nabijgelegen fort Ollantaytambo. Hier weerde Manco aanvallen van de Spanjaarden af in de Slag bij Ollantaytambo.
Manco coördineerde zijn belegering van Cuzco met die van Lima, geleid door een van zijn kapiteins, Quiso Yupanqui. De Inca's waren in staat vier hulpexpedities te verslaan die door Francisco Pizarro vanuit Lima waren gestuurd. Dit resulteerde in de dood van bijna 500 Spaanse soldaten. Sommige Spanjaarden werden gevangengenomen en naar Ollantaytambo gestuurd. Nu de positie van de Spanjaarden echter door de versterkingen van Almagro werd geconsolideerd, besloot Manco Inca dat Ollantaytambo te dicht bij Cuzco lag om verdedigbaar te zijn. Daarom trok hij zich verder naar het westen terug. Manco Inca verliet Ollantaytambo en trok zich terug in Vitcos en uiteindelijk in de afgelegen jungles van Vilcabamba. Hiermee gaf hij feitelijk de hooglanden van het rijk op. 

### Coëxistentie met Spanje
In Vilcabamba werd door Manco de staat gesticht die bekend staat als de Neo-Incastaat. Vilcabamba werd de hoofdstad tot de dood van Tupaq Amaru in 1572. Van daaruit zette hij zijn aanvallen voort op de Wanka's, een van de belangrijkste bondgenoten van de Spanjaarden, met enig succes na hevige veldslagen, en naar de hooglanden van het huidige Bolivia, waar zijn leger na vele veldslagen werd verslagen. Na vele guerrillagevechten in de bergachtige streken van Vilcabamba werd Manco in 1544 vermoord door aanhangers van Diego de Almagro, die eerder Francisco Pizarro hadden vermoord en onder Manco's bescherming ondergedoken zaten. Ze werden op hun beurt allemaal gedood door Manco's soldaten.
Manco werd opgevolgd door zijn zoon Sayri Túpac. Deze was toen vijf jaar oud. Hij werd Inca in Vilcabamba en regeerde tien jaar met de hulp van regenten. Dit was een tijd van vrede met de Spanjaarden. Onderkoning Pedro de la Gasca bood Sayri Túpac land en huizen in Cuzco aan, als hij uit het geïsoleerde Vilcabamba zou komen. Sayri Túpac accepteerde dit, maar tijdens de voorbereidingen stierf zijn familielid Paullu Inca plotseling. Dit werd opgevat als een slecht voorteken (of een teken van Spaans verraad), en Sayri Túpac bleef in Vilcabamba. In 1557 stemde Sayri Túpac alsnog ermee in Vilcabamba te verlaten en reisde naar onderkoning Hurtado in Lima. Sayri Túpac deed afstand van zijn aanspraak op het Incarijk en accepteerde de doop, zoals Diego. In ruil daarvoor ontving hij volledige gratie, de titel van prins van Yucay en grote landgoederen met rijke inkomsten. Hij werd woonachtig in Yucay, een dagreis ten noordoosten van Cuzco. 
In 1561 stierf Sayri Túpac plotseling, en zijn halfbroer Titu Cusi Yupanqui nam de controle over Vilcabamba en het Inca-verzet tegen de Spanjaarden over. Tijdens zijn bewind in Vilcabamba wilde de voorlopige gouverneur-generaal Lope Garcia de Castro met hem onderhandelen. De onderhandelingen hielden in dat Cusi de Vilcabamba zou verlaten en een kroonpensioen zou aanvaarden. Nadat de onderhandelingen rond 1568 escaleerden, werd Titu Cusi in de Rooms-Katholieke Kerk gedoopt als Diego de Castro.
Na de plotselinge dood van Titu Cusi in 1571 werd Túpac Amaru de Incaheerser. Op dat moment waren de Spanjaarden zich nog niet bewust van de dood van Titu Cusi, en stuurden twee ambassadeurs om de onderhandelingen met Titu Cusi voort te zetten. Ze werden beiden aan de grens door een Inca-kapitein gedood. Met de rechtvaardiging dat de Inca's "de onschendbare wet met betrekking tot ambassadeurs hadden overtreden, die door alle naties van de wereld werd nageleefd", besloot de nieuwe onderkoning Francisco de Toledo Vilcabamba aan te vallen en te veroveren. Hij verklaarde op 14 april 1572 de oorlog aan de Neo-Incastaat.

### Eindverovering
Binnen twee weken na de oorlogsverklaring had een kleine groep Spaanse soldaten een belangrijke brug aan de grens van de Neo-Incastaat veroverd. Toledo verzamelde hier zijn leger. Op 1 juni begon het eerste gevecht in de Vilcabamba-vallei. De Inca vielen aanvankelijk aan met een hoog moreel, ondanks dat ze slecht uitgerust waren. Herhaaldelijk probeerden de Inca's het beleg van de Spanjaarden en hun inheemse bondgenoten te doorbreken, maar werden gedwongen zich terug te trekken. Op 23 juni gaf het fort van Huayna Pucará zich over onder het Spaanse artillerievuur. Het Incaleger koos ervoor om hun laatste stad te verlaten, en trok zich terug in de jungle om zich te hergroeperen. Op 24 juni trokken de Spanjaarden Vilcabamba binnen. Ze ontdekten dat het verlaten was en dat de Sapa Inca verdwenen was. De stad werd volledig verwoest en de Neo-Incastaat hield officieel op te bestaan. Túpac Amaru werd later door de Spanjaarden gevangengenomen en geëxecuteerd.

## Overname van Spaanse oorlogstechnieken
Het Incaleger was snel met het adopteren van Europese wapens. Veel krijgers veroverden helmen, schilden en zwaarden tijdens de eerste botsingen met de Europeanen en leerden snel hoe ze deze moesten gebruiken. In schril contrast met sommige andere Indiaanse culturen, zoals de Azteken, wilden de Inca's graag wapens beheersen die hen tot dan toe vreemd waren. Al in 1537, toen Manco Inca de Spanjaarden bij Pilcosuni versloeg, kwamen ze in het bezit van meer geavanceerde Spaanse wapens, waaronder haakbussen, artillerie en kruisbogen. In de latere stadia van het beleg van Cuzco rapporteerden de Spanjaarden al dat de Inca-krijgers met enige vaardigheid buitgemaakte vuurwapens gebruikten, evenals paarden. Manco Inca dwong gevangengenomen Europeanen zelfs om buskruit voor zijn leger te maken. 
De Inca's probeerden ook een aantal Europese gevechtstactieken over te nemen. Bij minstens één gelegenheid vormde een groep Inca-krijgers een hechte eenheid in de strijd, gebaseerd op de leringen van een gevangengenomen Spanjaard, en gebruikten ze hun bogen, slingers en pijlen op een bepaalde manier om sneller vuur te bereiken. In 1538 werd vermeld dat Manco Inca bekwaam genoeg was om op een paard de strijd in te rijden. Op dat moment werd vermeld dat hij en drie van zijn edelen een cavalerie-aanval uitvoerden en een 30 man sterk Spaans infanteriecontingent vernietigden. De volledige vaardigheid in het gebruik van moderne wapens ontbrak de Inca's op dat moment echter nog, en de kroniekschrijver Pedro Pizarro meldde dat de Inca-haakbusschutters vaak misschoten. In de veldslagen van 1536-1538 tussen de Inca's en de Spanjaarden maakten de buitgemaakte wapens geen tastbaar verschil. 
In het begin van de jaren veertig van de 16e eeuw leerden verschillende Spaanse vluchtelingen de Inca-krijgers hoe ze Spaanse wapens optimaal konden gebruiken. In totaal kostte het de Inca's ongeveer 20 jaar om de technologische kloof met de Spanjaarden te overbruggen. Tegen de jaren 1560 werd vermeld dat veel Inca's een aanzienlijke vaardigheid hadden ontwikkeld in het gebruik van haakbussen en rijpaarden. 